# Ekte Geitost

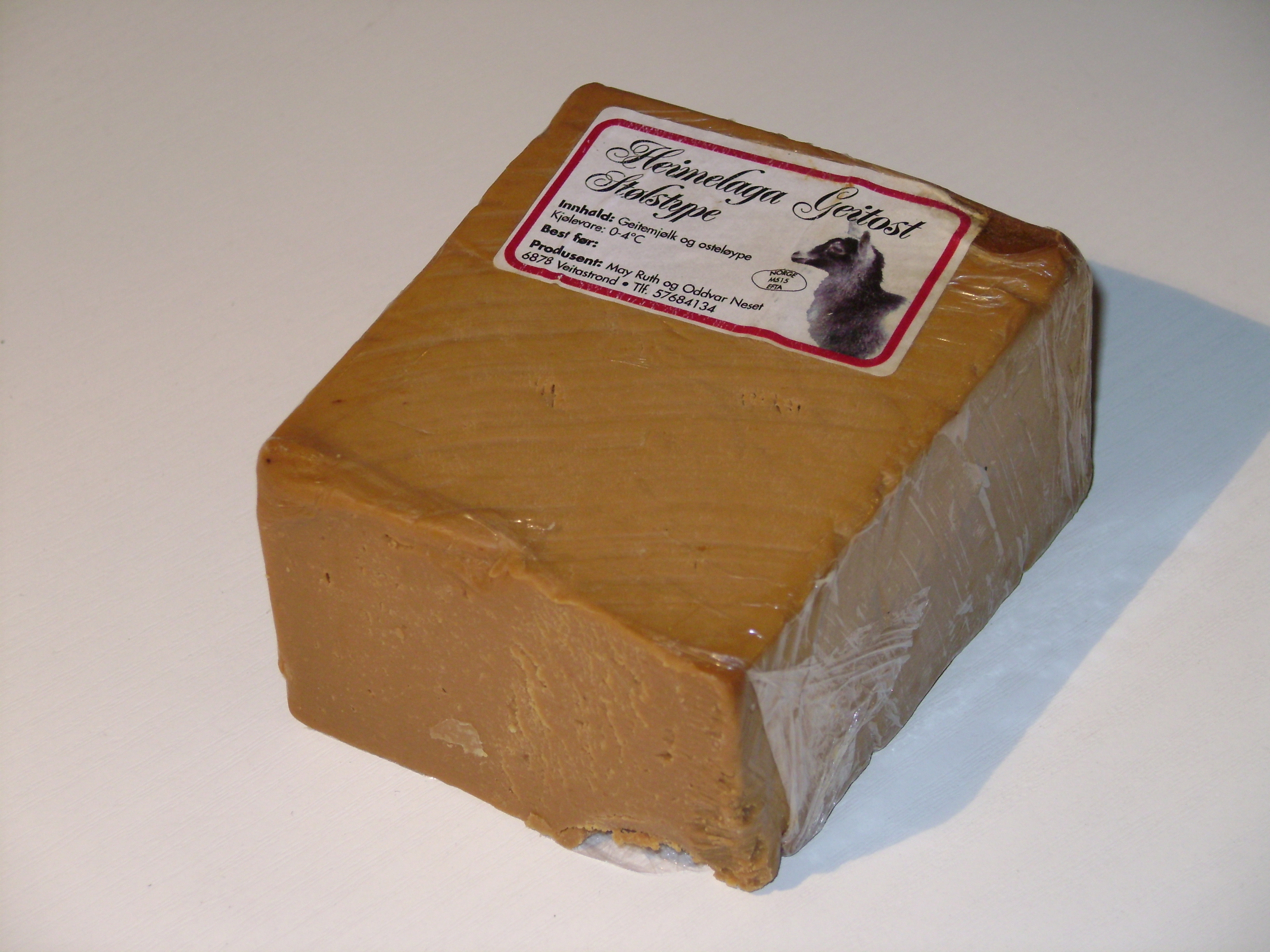
Geitost

Norwegens Ekte Geitost (auch Geitost oder Gjetost, deutsch „Ziegenkäse“) ist ein halbfester Braunkäse aus Ziegenmilch. Dieser Käse hat einen süßlichen, karamelligen Geschmack und ist von brauner Farbe. Er wird nicht aus Rahm, sondern aus der Molke hergestellt. Die Molke wird eingekocht. Dabei karamellisiert der Milchzucker und erzeugt den süßlich-karamellartigen Geschmack und die braune Farbe.
Nach einem ähnlichen Verfahren wird aus Kuhmilch mit geringem Ziegenmilchanteil der Gudbrandsdalsost hergestellt.